# Maria Klara od Dzieciątka Jezus
Maria Klara od Dzieciątka Jezus (ur. 15 czerwca 1843 w Lizbonie; zm. 1 grudnia 1899 tamże) – portugalska Błogosławiona Kościoła katolickiego.

## Życiorys
Urodziła się 15 czerwca 1843 roku w rodzinie szlacheckiej. Została ochrzczona w kościele Matki Bożej Nieustającej Pomocy. 
W maju 1856 roku jej matka zmarła na cholerę, a jej ojciec w grudniu 1856 roku zmarł na żółtą febrę. 14-letnia sierota trafiła do Ośrodka Pomocy dla dzieci-ofiar epidemii, którego założycielem był ówczesny król Portugalii Piotr V. Ośrodek prowadziły siostry szarytki, które zajęły się wychowaniem między innymi przyszłej błogosławionej. Dziewczyna już w młodym wieku chciała wstąpić do zakonu, jednakże, aby to zrobić, musiała wyjechać z kraju. Wynikało to z ówczesnej sytuacji, gdyż w XIX-wiecznej Portugalii prowadzono antyklerykalną politykę. 
Dziewczyna w 1868 r. przybyła do Francji i wstąpiła do zakonu franciszkanek szpitalnych przyjmując imię Maria Klara od Dzieciątka Jezus. Następnie udała się do Calais, gdzie 10 lutego 1870 r. rozpoczęła nowicjat. 
Po roku powróciła do ojczyzny, aby założyć nową, portugalską gałąź zgromadzenia. 3 maja 1871 r. została przełożoną klasztoru w Lizbonie. Statuty zgromadzenia 22 maja 1874 r. zatwierdził rząd portugalski, a następnie 27 marca 1876 r. Stolica Apostolska. Misją Sióstr Franciszkanek Szpitalnych od Niepokalanego Poczęcia jest opieka nad chorymi.  
Maria Klara od Dzieciątka Jezus zmarła 1 grudnia 1899 roku w opinii świętości. Została beatyfikowana przez papieża Benedykta XVI w dniu 21 maja 2011 roku.
Błogosławiona znalazła się wśród 13. patronów Światowych Dni Młodzieży 2023.